# Gustavo Gustavsson de Vasaborg
Gustavo de Vasaborg era filho ilegítimo do Rei Gustavo II da Suécia com sua amante Margareta Slots. Ele foi enobrecido com o nome Vasaborg.